# 3146 Dato
3146 Dato (1972 KG) là một tiểu hành tinh vành đai chính được phát hiện ngày 17 tháng 5 năm 1972 bởi Smirnova, T. ở Nauchnyj.